# Breitbrunn am Chiemsee
Breitbrunn am Chiemsee è un comune tedesco di 1 464 abitanti, situato nel land della Baviera.